# Franca Masu
Franca Masu (née le 23 mai 1962 à Alghero en Sardaigne) est une chanteuse italienne de l'île de Sardaigne. Elle est devenue célèbre en faisant renaitre la chanson catalane à L'Alguer, avec un style musical qui vient surtout du jazz, du jazz, du fado et du tango.

## Biographie
Franco Masu est née à L'Alguer le 23 mai 1962, au sein d'une famille d'artistes (son père, Manlio Masu, était peintre). Sans étude de musique, elle a débuté en 1990 avec le jazz dans une fanfare jusqu'à 1995. Même si sa langue maternelle est l'italien, elle a décidé d'apprendre le catalan et de chanter dans le dialecte parlé par sa famille, l'alguérois.
En 2000 son premier disque est paru : El meu viatge ('Mon voyage'), qui a été présenté avec succès au Marché de la Musique Vive à Vic (Catalogne). C'est là-bas qu'elle a fait son premier concert en catalan hors de L'Alguer.
Depuis ce moment elle a fait beaucoup de concerts dans les Pays Catalans, surtout en Catalogne, et plus récemment à la Communauté valencienne, par exemple, en 2004 elle chanta au Théâtre 'Musical del Cabanyal' et à celui de 'Botànic' à Valence en 2006. L'année suivante elle a fait sa première apparition à Girona, dans un nouveau spectacle audiovisuel intitulé Pregàries au même temps que son disque Aquamare avait déjà apparu.

## Discographie
- El meu viatge (Saint Rock, 2000) : ave des poèmes de Frantziscu Masala, Antonel·lo Colledanchise, Antoni Arca et Carles Duarte
- Alguímia (Aramusica, 2003) : une anthologie de la lyrique alguéroise du XXe siècle [9]
- Aquamare (Aramusica-Felmay, 2006) : au début intitulé Abbamamma [10], douze chansons en catalan, sarde, italien et espagnol[11]
- Hoy como Ayer (Aramúsica, 2008)
- 10 Anys (Aramúsica, 2011)